# ميثازول
الميثيمازول (C9H6Cl2N2O3) (بالإنجليزية: Methazole)‏ هو مبيد أعشاب متقادم في عائلة مبيدات الأعشاب المعروفة باسم أوكساديازولون. تم استخدامه كعلاج لاحق الظهور لمكافحة الأعشاب الضارة. كما أنه مركب عضوي يحتوي على 9 ذرات كربون ويبلغ وزنه الجزيئي 261.062 دالتون.[بحاجة لمصدر]

## سمات
| الصفة                              | القيمة |
| ---------------------------------- | ------ |
| عدد متقبلات الهيدروجين             | 3      |
| عدد المتبرعين بالـهيدروجين         | 0      |
| عدد الوصلات الدورانية              | 1      |
| معامل التقسيم (A لوغارتمP)         | 2,7    |
| الذوبان (لوغارتمS, لوغارتم(mol/L)) | -3,0   |
| السطح القطبي (PSA, Å2)             | 49,9   |